# Cheumatopsyche enigma
Cheumatopsyche enigma là một loài Trichoptera trong họ Hydropsychidae. Chúng phân bố ở miền Tân bắc.